# Puerto de Kaipara
El puerto de Kaipara es un gran complejo de estuarios portuarios cerrados situado en el noroeste de la Isla del Norte de Nueva Zelanda. La parte norte del puerto está administrada por el distrito de Kaipara y la parte sur por el consejo de Auckland. La tribu maorí local es Ngāti Whātua.
Por su superficie, el puerto de Kaipara es uno de los mayores del mundo. Tiene una superficie de 947 kilómetros cuadrados en marea alta y 409 kilómetros cuadrados en marismas y arenales en marea baja.
Según la tradición maorí, el nombre de Kaipara tiene su origen en el siglo XV, cuando el jefe Arawa, Kahumatamomoe, viajó a Kaipara para visitar a su sobrino en Pouto. En un banquete, quedó tan impresionado con la raíz cocida del helecho para, que dio el nombre de Kai-para al distrito. Kaipara procede del maorí kai, que significa "comida", y para, que significa "helecho rey".

## Geografía

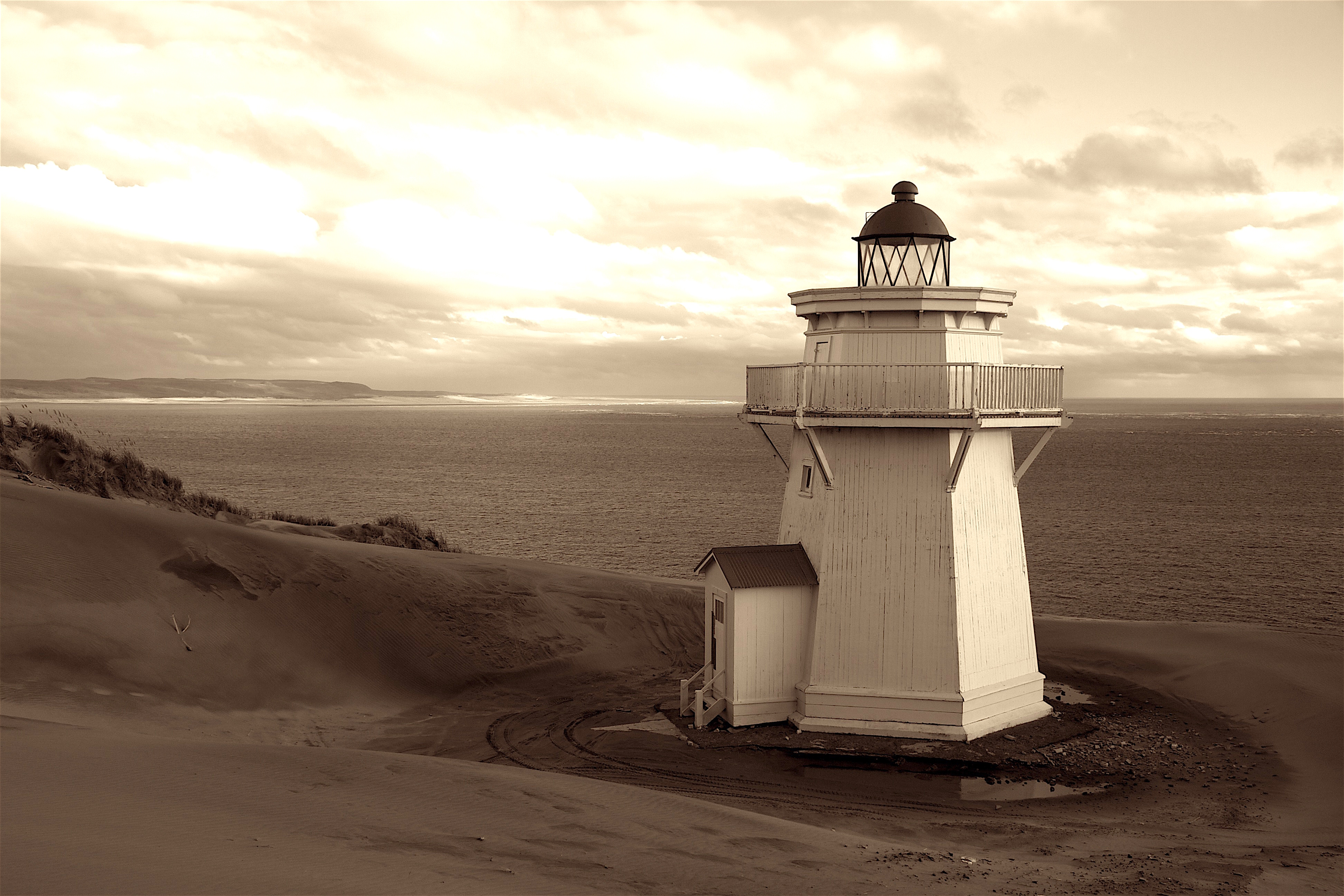
Faro de Kaipara, 2012

El puerto se extiende unos 60 kilómetros de norte a sur. Varios grandes brazos se extienden hacia el interior de la península en el noreste del puerto, uno de los cuales termina cerca de la ciudad de Maungaturoto, a sólo diez kilómetros de la costa del océano Pacífico. El puerto cuenta con extensas cuencas que alimentan cinco ríos y más de cien arroyos, e incluye grandes estuarios formados por el río Wairoa, el Otamatea, el Oruawharo, el Tauhoa (Canal) y el Kaipara. Una serie de pequeñas islas situadas frente a la costa están conectadas a tierra firme por medio de marismas durante la marea baja.
El puerto de Kaipara es amplio y, en su mayoría, poco profundo, ya que está formado por un sistema de valles fluviales hundidos. El litoral del puerto es enrevesado por la entrada de muchos ríos y arroyos, y tiene una longitud de unos 800 kilómetros, siendo la cuenca de drenaje de unas 640.000 ha de tierra.
La entrada del puerto es un canal hacia el mar de Tasmania. Se estrecha hasta una anchura de 6 kilómetros y tiene más de 50 metros de profundidad en algunas partes. Por término medio, las mareas de Kaipara suben y bajan 2,10 metros. Las mareas de primavera alcanzan los 9 km/h (5 nudos) en el canal de entrada y mueven 1.990 millones de metros cúbicos por marea o 7.960 millones de metros cúbicos diarios.
La cabeza del puerto es un lugar hostil. Las grandes olas del mar de Tasmania rompen sobre grandes bancos de arena a unos cinco metros de profundidad, entre dos y cinco kilómetros de la orilla. La arena de estos bancos procede principalmente del río Waikato. La arena descargada por este río es transportada hacia el norte por las corrientes costeras dominantes. Una parte de esta arena es arrastrada hasta la entrada del puerto de Kaipara, pero la mayor parte vuelve a salir y continúa avanzando hacia el norte a lo largo de la costa occidental. Los bancos de arena del sur de la entrada acumulan y liberan constantemente esta arena.
Estos traicioneros bancos de arena se desplazan y cambian de posición, y son conocidos localmente como el cementerio. El cementerio es responsable de más naufragios que cualquier otro lugar de Nueva Zelanda, y se ha cobrado al menos 43 embarcaciones -algunos dicen que hasta 110. Por este motivo, en 1884 se construyó un faro en el brazo norte de la entrada (península de Pouto), que se automatizó en 1947 y se cerró a mediados de la década de 1950. La estructura aún existe y fue renovada en 1982-84.
En la mitología maorí, la canoa oceánica Māhuhu viajó de Hawaiki a Nueva Zelanda y volcó en el lado norte de la entrada. Estaba comandada por el jefe Rongomai, que se ahogó. Su cuerpo fue devorado por el araara (jurel blanco), y sus descendientes, hasta el día de hoy, no comen ese tipo de pescado. El primer naufragio europeo fue el del Aurora, una barca de 550 toneladas, en 1840, y el más reciente fue el del yate Aosky, en 1994. Hoy en día, los restos de los naufragios siguen siendo visibles bajo ciertas condiciones de marea y arena. En la actualidad, el Kaipara apenas se utiliza para la navegación, y no hay grandes asentamientos cerca de sus costas, aunque sí muchas pequeñas comunidades a lo largo de ellas.

## Geología
El puerto de Kaipara es un sistema de valle fluvial hundido, que se formó por primera vez hace 2-3 millones de años como una bahía abierta, convirtiéndose en un puerto protegido cuando se formaron barreras de dunas de arena alargadas en la desembocadura del puerto. Durante los últimos dos millones de años, el puerto ha alternado entre periodos de valle fluvial boscoso y de puerto inundado, dependiendo de los cambios en el nivel global del mar. El puerto actual se formó hace aproximadamente 8.000 años, después del Último Máximo Glacial.

## Ecología

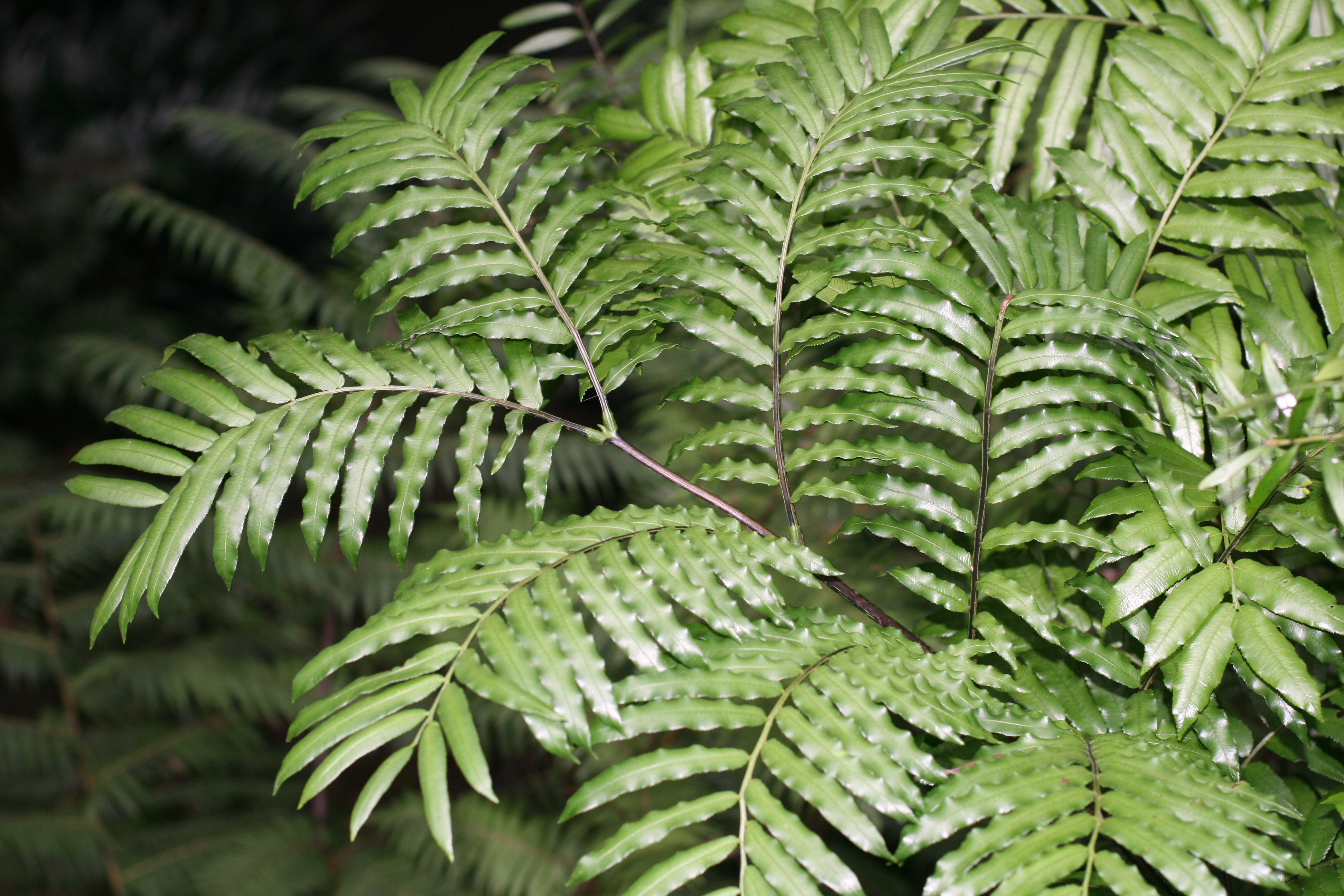
El nombre de Kaipara se debe a la cualidad de comer (kai) del helecho rey (para)

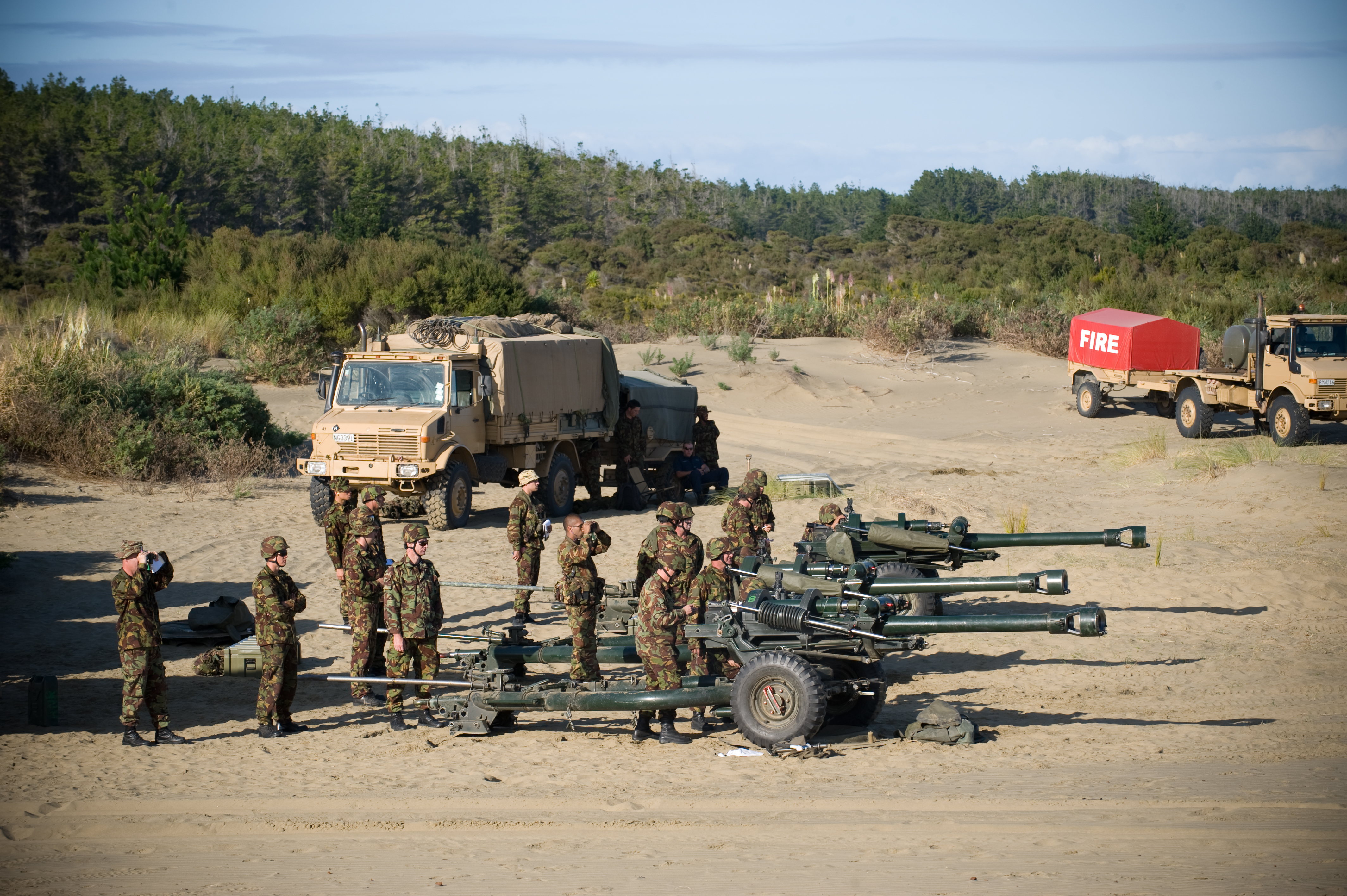
Entrenamiento de artillería de campaña en el campo de tiro de Kaipara con cañones ligeros británicos de 105 mm

El puerto de Kaipara es un ecosistema marino productivo, con diversos hábitats y ecotonos. Hay tramos de marea, marismas y arenales intermareales, pantanos de agua dulce, juncos marítimos, cañaverales y matorrales costeros. La zona incluye 125 kilómetros cuadrados de bosque de manglares con franjas submareales de hierbas marinas.
 

El Kaipara es un hábitat de aves migratorias de importancia internacional. Se conocen 42 especies costeras, y son comunes hasta 50.000 aves. Especies poco comunes utilizan el puerto para alimentarse durante el verano antes de regresar al hemisferio norte para reproducirse, como la aguja colipinta, el correlimos menor y el tornasol. También están presentes especies autóctonas amenazadas o en peligro de extinción, como el helecho de la Isla Norte, el charrán común, la torcaz, el avetoro australiano, el rascón, el paíño gris, el ostrero anillado y el de Nueva Zelanda, el ostrero común de la Isla Sur, la cigüeñuela y el piquituerto. También se reproducen en la zona importantes poblaciones locales de cisne negro, pukeko y pato gris.

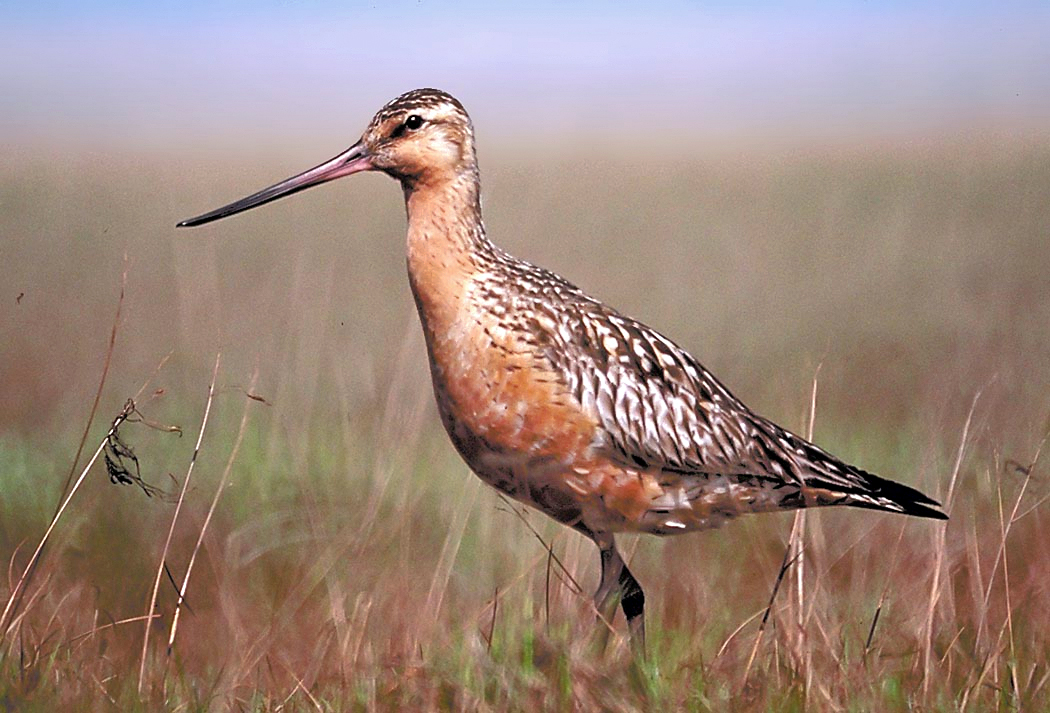
Aguja colilarga
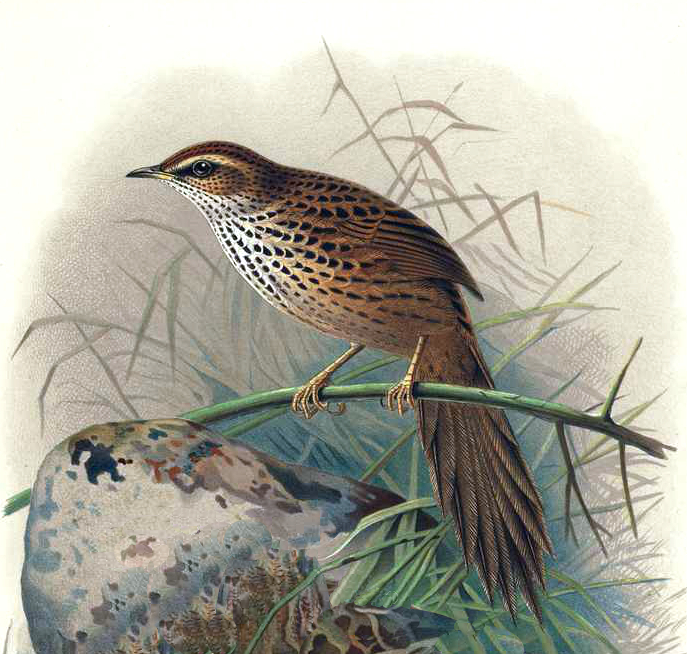
Pájaro helecho
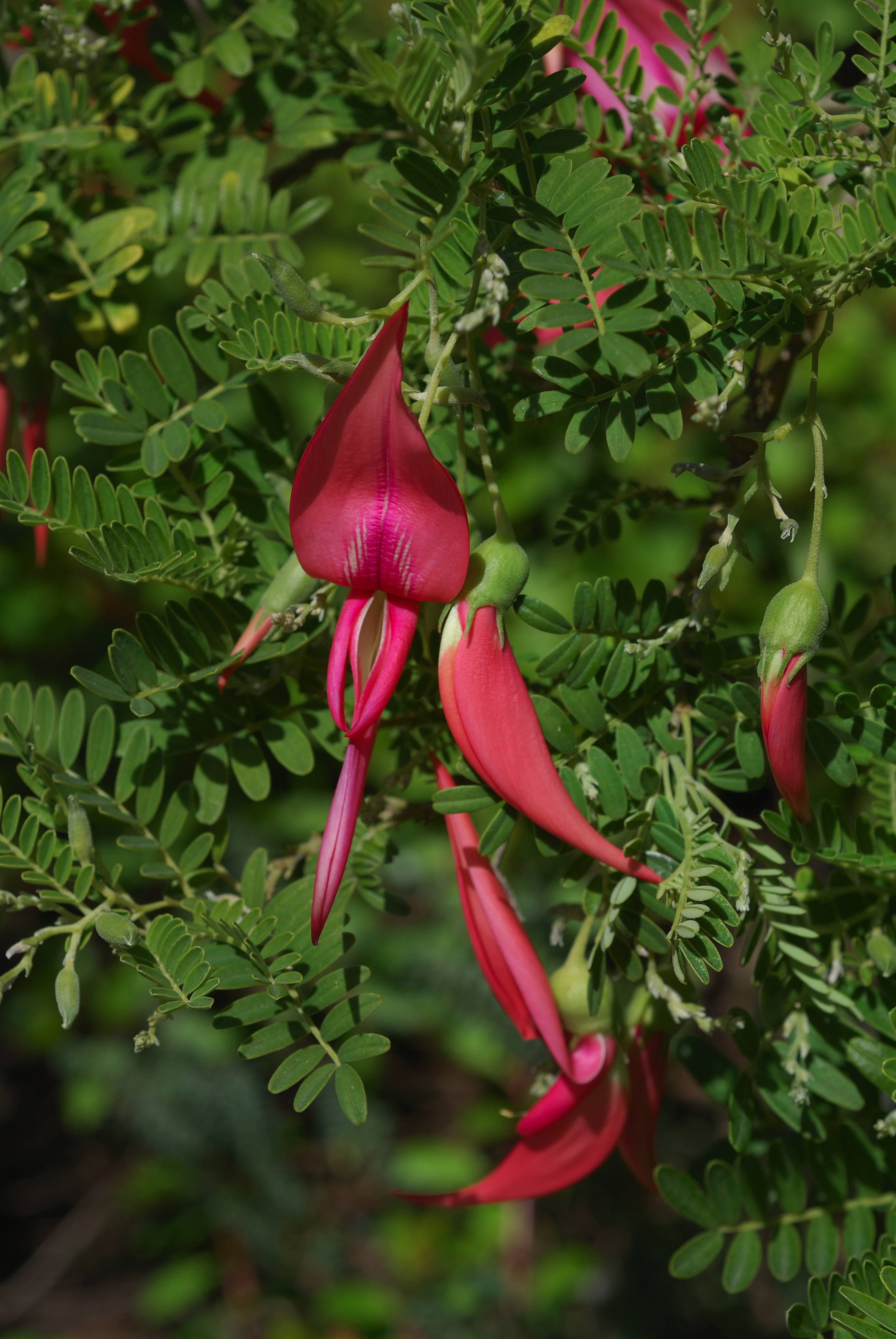
Hojas y flores de pico de kaká

Los hábitats terrestres adyacentes al puerto albergan algunas especies botánicas raras, como las orquídeas autóctonas, el helecho rey y el pico de kaka, en peligro de extinción.
En particular, Papakanui Spit, en la cabecera sur de la entrada del puerto, un arenal móvil, es importante como zona de cría y descanso para el chorlitejo patinegro y el charrán blanco. También tiene zonas de pingao. El espigón era un hábitat importante para el charrán caspio. Las aves se han trasladado a otras partes del puerto de Kaipara, posiblemente debido a las perturbaciones humanas. Un campo de tiro utilizado por las Fuerzas de Defensa de Nueva Zelanda se encuentra a poca distancia al sur del espigón.

## Uso humano

### Historia maorí
Los asentamientos maoríes y los marae han estado dispersos por los márgenes del puerto durante cientos de años. Las vías fluviales del Kaipara proporcionaban, y siguen proporcionando, a los maoríes recursos y un medio fácil de desplazarse entre los marae.
En la actualidad, la mayoría de los marae están asociados a las subtribus Ngāti Whātua, Te Taoū y Te Uri-o-Hau. Estas subtribus descienden del jefe Haumoewhārangi, que se estableció en el extremo norte de la entrada de Kaipara, en Poutō. Fue asesinado en una discusión sobre kūmara (batatas). Su viuda Waihekeao se asoció con un jefe guerrero tainui, Kāwharu. Kāwharu dirigió varias campañas destructivas en torno a Kaipara. Finalmente, los descendientes de Waihekeao y Haumoewhārangi pasaron a controlar el puerto de Kaipara. Te Uri-o-Hau fue fundada por Hakiputatōmuri, y controlaba la parte norte del puerto de Kaipara. Te Taoū fue fundado por Mawake, y controlaba el sur.

### Historia europea

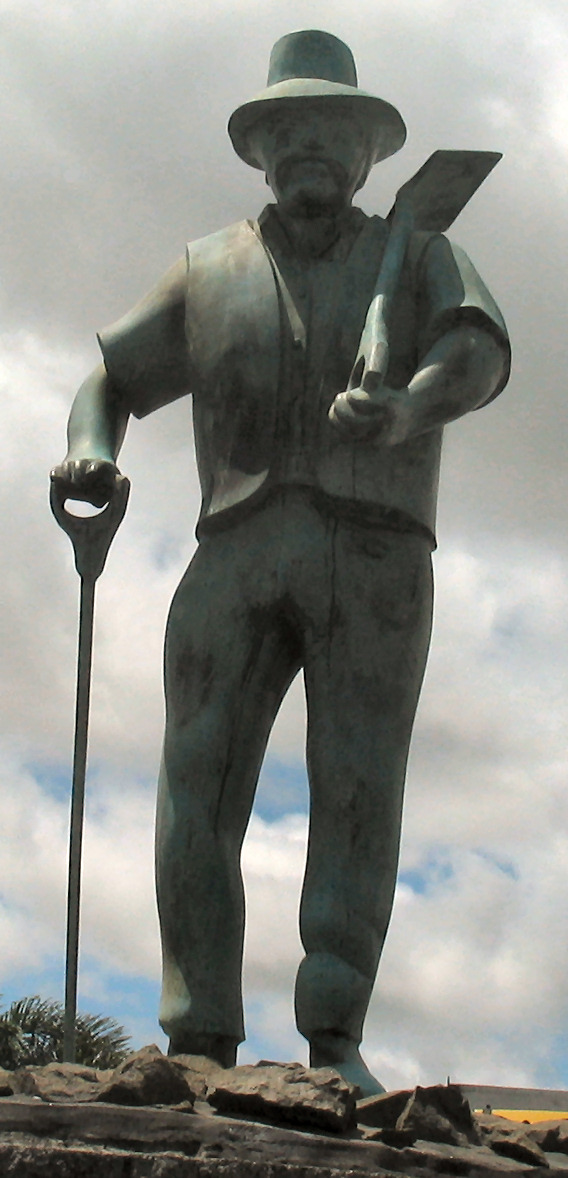
Estatua de Dargaville que conmemora a los recolectores de goma de los primeros tiempos de la colonización europea.

En 1839, los colonos europeos empezaron a llegar a Kaipara para talar y moler árboles kauri y construir barcos para las necesidades locales. A pesar de la peligrosa barra de la entrada del puerto, Kaipara se convirtió en un puerto maderero muy activo a partir de la década de 1860, con el envío de miles de toneladas de madera y chicle kauri. El primer velero que naufragó en la entrada del puerto fue el Aurora en abril de 1840. El bergantín Sophia Pate naufragó en South Head en agosto de 1841 con la pérdida de los 21 que iban a bordo.
El Wairoa es el principal río que alimenta al Kaipara desde el norte. Treinta kilómetros río arriba se estableció la ciudad de Dargaville. El tramo de agua hasta Dargaville es amplio y recto y ofrece una ruta fácil de navegar hacia lo que entonces eran bosques de kauri en el interior. Dargaville floreció y los inmigrantes de Gran Bretaña y Croacia se vieron atraídos por la zona. Barcos de hasta 3.000 toneladas transportaban madera y troncos a lo largo del Wairoa para desafiar la barra de la entrada del puerto antes de continuar, normalmente hacia otro puerto neozelandés o a través del mar de Tasmania hacia Australia.
El río Kaipara es el principal río que alimenta el puerto de Kaipara desde el sur. A partir de 1863, Helensville se estableció como puerto maderero en este río y prestó servicios de transporte marítimo en torno al Kaipara. Cuando la madera se agotó, Helensville desarrolló granjas de ovejas y productos lácteos, y más recientemente plantaciones de frutos secos, viñedos y granjas de ciervos.
Más al sur, Riverhead era un importante vínculo comercial con Kaipara y Helensville, y un centro de extracción de goma. También situada junto a un río, molía madera y harina, y fabricaba papel. Más tarde se dedicó al tabaco. Entre 1929 y 1933, el bosque estatal de Riverhead se desarrolló a partir de 5.000 hectáreas de tierras agotadas de chicle.
A partir de 1920, las industrias del chicle y la madera disminuyeron y la agricultura, principalmente la lechera, tomó el relevo. En particular, se practica la lechería en las ricas llanuras de Ruāwai. Los asentamientos de aserraderos costeros de Tinopai, Arapaoa, Batley, Matakohe, Oneriri, Ōruawharo, Pahi, Paparoa, Tanoa y Whakapirau (fotos de la historia en el sitio web de la comunidad de Whakapirau) se han convertido en tranquilos remansos. Pahi se ha convertido en un punto de construcción de casas flotantes y de pesca. Matakohe cuenta con un museo que conmemora la industria del kauri y los primeros colonos Pākehā.
En la actualidad, Dargaville es el principal centro de la zona de Kaipara. Su población se estabilizó en la década de 1960. Es el principal productor de kūmara (batata) del país.

### Pesquerías

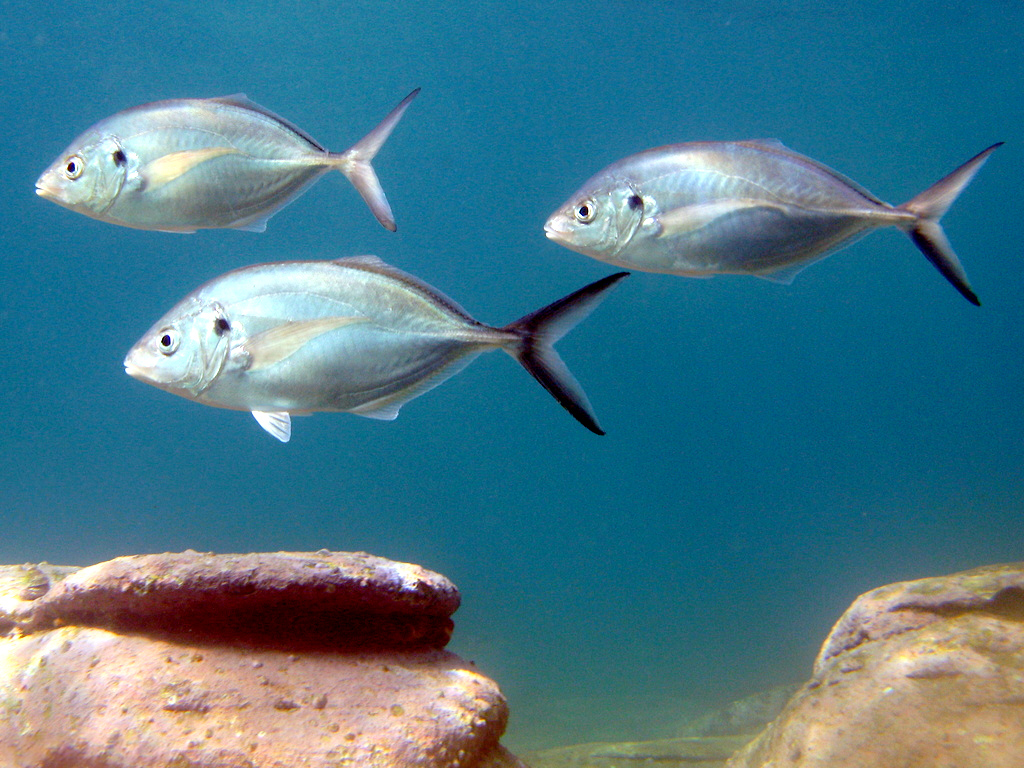
Juvenil de jurel blanco (araara)

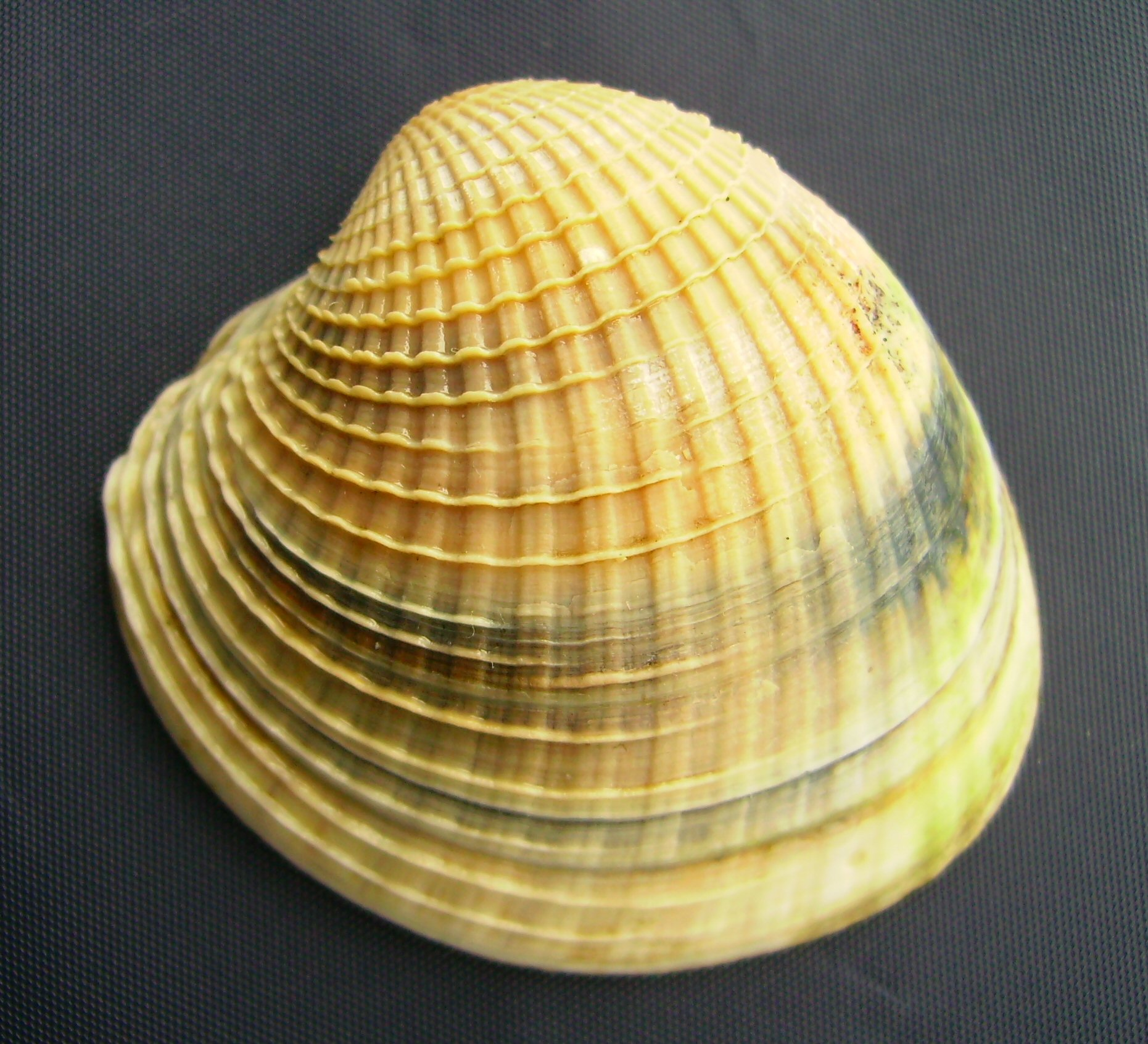
Berberecho de Nueva Zelanda

Gran parte de la industria pesquera costera de Nueva Zelanda depende de los manglares. Alrededor del 80% de los peces capturados comercialmente están vinculados a cadenas alimentarias que dependen de los manglares, y al menos 30 especies de peces utilizan los humedales de los manglares en alguna etapa de su ciclo vital.
En las zonas marinas y de estuario del puerto de Kaipara se crían pargo, salmonete, platija, lenguado, kahawai, jurel blanco, rayas y tiburones. Kaipara es el mayor puerto de estuario de la costa occidental de Nueva Zelanda y ofrece importantes zonas de cría y hábitats adecuados para los peces juveniles. Tiene menos problemas con la calidad del agua que el puerto de Manukau, y es el humedal más importante para la pesca de la costa occidental.
En 2009, los científicos del NIWA descubrieron que el 98% de los pargos de la costa occidental de la Isla Norte eran originalmente alevines procedentes de los criaderos de Kaipara. El pargo es la mayor pesquería recreativa de Nueva Zelanda, y también es una pesquería comercial con un valor de exportación anual de 32 millones de dólares. Los resultados demuestran la fragilidad de algunas poblaciones de peces y ponen de relieve la importancia de proteger los hábitats naturales, como el Kaipara. 
Las ostras de roca autóctonas abundan en las costas rocosas, y las ostras del Pacífico introducidas florecen más abajo en la zona intermareal. Hay berberechos y tuatua en la marea baja, mejillones desde la marea baja en las rocas hasta los lechos submareales más cercanos a la boca del puerto, y vieiras en los canales de marea.
La población de vieiras tiene incidencias periódicas de alta mortalidad, cuyas causas no han sido identificadas. En los últimos años, la preocupación por el tamaño y la disponibilidad de las vieiras ha dado lugar a cierres temporales de las pesquerías de vieiras.
Las primeras versiones de la cría de ostras tuvieron lugar entre principios del siglo XX y la década de 1950. Se colocaron miles de toneladas de rocas a lo largo de las costas para que sirvieran de sustrato adicional en el que pudiera crecer la ostra de roca natural. En 2002, la Corona resolvió las reclamaciones históricas de Te Uri o Hau, un hapu del norte del puerto de Kaipara. Como parte del acuerdo, se reconoció el acceso y los derechos del hapu a la recolección de ostras dentro de las "Áreas de Ostras Maoríes" existentes. En 2008, se dio el consentimiento de recursos a Biomarine para establecer la mayor granja de ostras de Nueva Zelanda en Kaipara. Se prevé que la granja produzca unos 30 millones de dólares neozelandeses en exportaciones anuales y 100 nuevos puestos de trabajo.
En los últimos años, la población local tiene la impresión de que los pescadores comerciales han dañado la pesca en Kaipara. Los lugareños se han visto frustrados en sus intentos de obtener el apoyo del gobierno. El veterano cineasta Barry Barclay ha examinado este asunto en su documental de 2005, The Kaipara affair.

### Extracción de arena
En la actualidad (2007) se extraen cada año unos 219.000 metros cúbicos de arena de la entrada y los deltas de marea del Kaipara. Esta arena aporta más de la mitad de las necesidades de arena de Auckland. La arena se utiliza en la producción de hormigón y asfalto, y también en los sistemas de drenaje y en la alimentación de las playas. Normalmente se utiliza una bomba de succión para extraer la arena del fondo marino. Se bombea a una barcaza en forma de lodo de arena y agua. A medida que la barcaza se va cargando, las conchas y otros objetos se van cribando y el agua de mar se devuelve al mar. La disponibilidad de arena marina en la región de Auckland permite evitar los costes de transporte por carretera de la arena desde otras partes del país. También se ha planteado la preocupación por las posibles consecuencias negativas de esta extracción de arena.

### Energía mareomotriz
En 2008, la empresa eléctrica Crest Energy obtuvo la autorización de recursos para instalar unas 200 turbinas mareomotrices submarinas en el puerto de Kaipara, que utilizarían las importantes corrientes de marea que entran y salen cada día cerca de la bocana del puerto para producir electricidad para unos 250.000 hogares.
Crest planeaba colocar las turbinas a una profundidad mínima de 30 metros a lo largo de un tramo de diez kilómetros del canal principal. Las cartas históricas muestran que este tramo del canal ha cambiado poco en 150 años. La potencia de las turbinas tendrá dos ciclos diarios con la subida y bajada de la marea. Cada turbina tendría una potencia máxima de 1,2 MW y se esperaba que generase 0,75 MW de media a lo largo del tiempo.
El nivel máximo de generación de las turbinas combinadas era de unos 200 MW. Esto superaba las necesidades máximas de electricidad previstas para Northland. El proyecto tendría beneficios medioambientales al compensar las emisiones anuales de carbono de un generador de turbina de gas de base térmica de 575.000 toneladas de carbono. El coste del proyecto era de unos 600 millones de dólares y, para que fues económico, tendría que ampliarse rápidamente hasta alcanzar casi la plena capacidad.
Sin embargo, aunque el Departamento de Conservación aprobó el proyecto e impuso condiciones de control ambiental sustanciales como parte de la autorización, el proyecto también contaba con objetores por las supuestas influencias en los ecosistemas locales y la pesca  (véase la sección anterior sobre la pesca).

## Cuestiones de gestión
La gestión del puerto de Kaipara no tiene una administración central. La gestión se distribuye entre el Consejo del Distrito de Kaipara, el Consejo de Auckland, el Consejo Regional de Northland, la sección de Northland y Auckland del Departamento de Conservación y el Ministerio de Pesca.
El Ministerio de Pesca asigna la cuota para el conjunto de la región noroeste de Nueva Zelanda, pero no adapta la cuota específicamente a Kaipara. Las iwi locales consideran que no están suficientemente implicadas en las cuestiones de gestión y, para complicar aún más las cosas, la iwi local está dividida entre Te Uri-o-Hau en la parte norte y Te Taoū en la parte sur. 

## Problemas medioambientales
A partir de 2011, el estado medioambiental del puerto ha sido calificado como "cercano a la crisis" y "en importante declive", señalándose como principales problemas la disminución de las poblaciones de peces y mariscos, el aumento de la sedimentación, el descenso de la calidad del agua y la competencia por el uso y desarrollo de los recursos, ya que "el 99% de los ríos de la cuenca [están] contaminados".
Como parte de la tendencia mundial, la biodiversidad de Kaipara está disminuyendo. Gran parte de los bosques de kauri y kahikatea, así como los matorrales y la vegetación ribereña, han sido sustituidos por zonas agrícolas y urbanas. Los bosques de manglares y los humedales han sido "recuperados". La erosión del suelo ha aumentado en la tierra y la sedimentación en el puerto. La abundancia de mariscos ha disminuido, especialmente de toheroa, vieiras, tuatua, berberechos y pipi. Los peces de aleta, como el salmonete, el pargo, el kanae y el tiburón de banco, han disminuido.
También se ha producido una fragmentación del hábitat. La vegetación natural de las cuencas de Kaipara se ha reducido a islas de humedales y bosques en paisajes creados por el hombre, separados por zonas urbanas, carreteras, bosques exóticos y pastos. Se necesita más información sobre la biodiversidad del puerto de Kaipara y los hábitats de las zonas costeras asociadas. Un reciente estudio piloto descubrió que los hábitats de los estuarios siguen siendo extensos, pero el noventa por ciento de la cubierta terrestre ya no es un humedal o una vegetación autóctona. Incluso si se protegieran las zonas clave existentes, se necesitarían más zonas de amortiguación y corredores que ofrecieran una mejor conexión entre las zonas naturales para fomentar la recuperación de la biodiversidad.

## Cronología

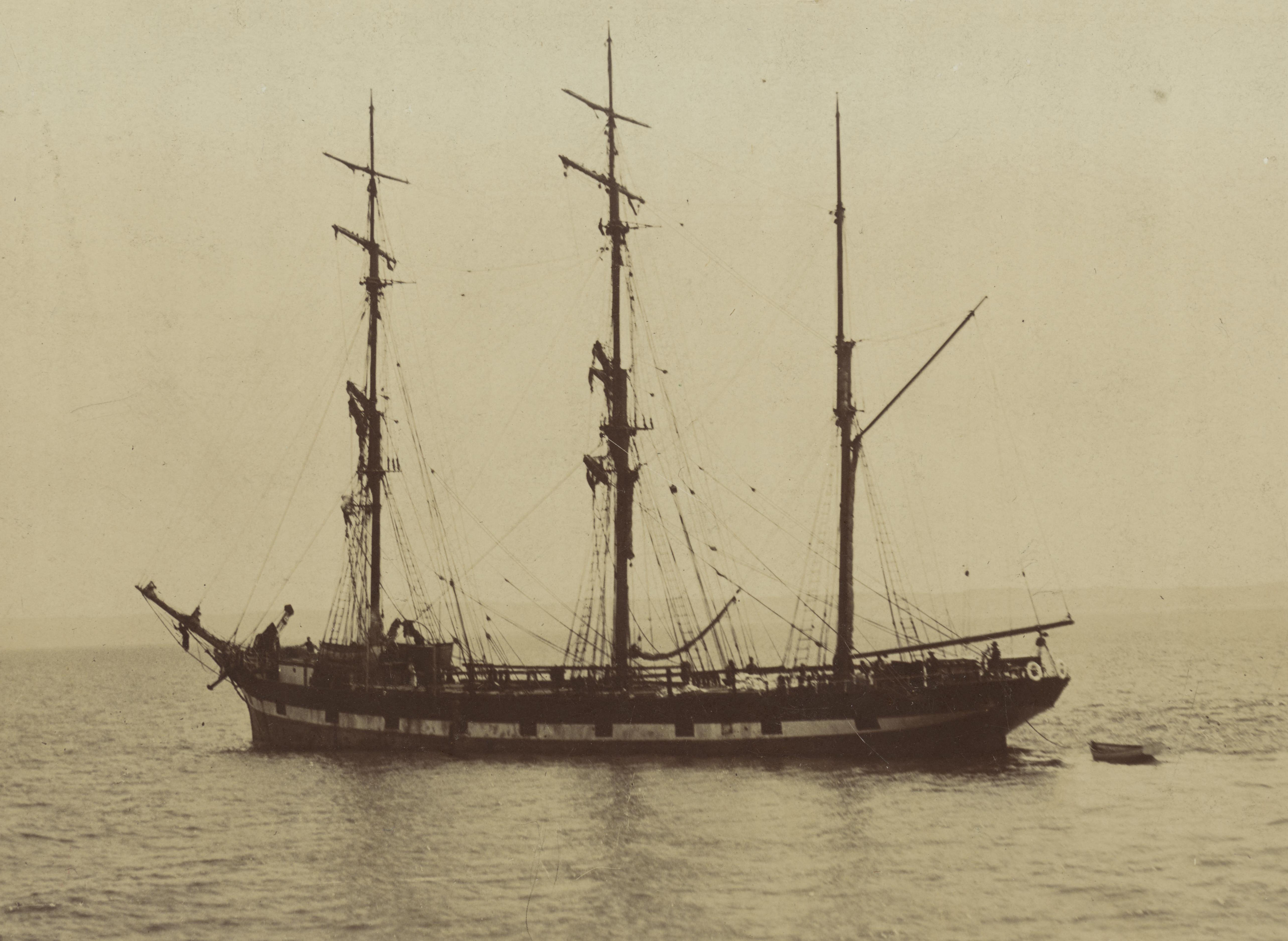
Barco cargado de madera esperando una brisa favorable, Kaipara Heads, antes de 1908

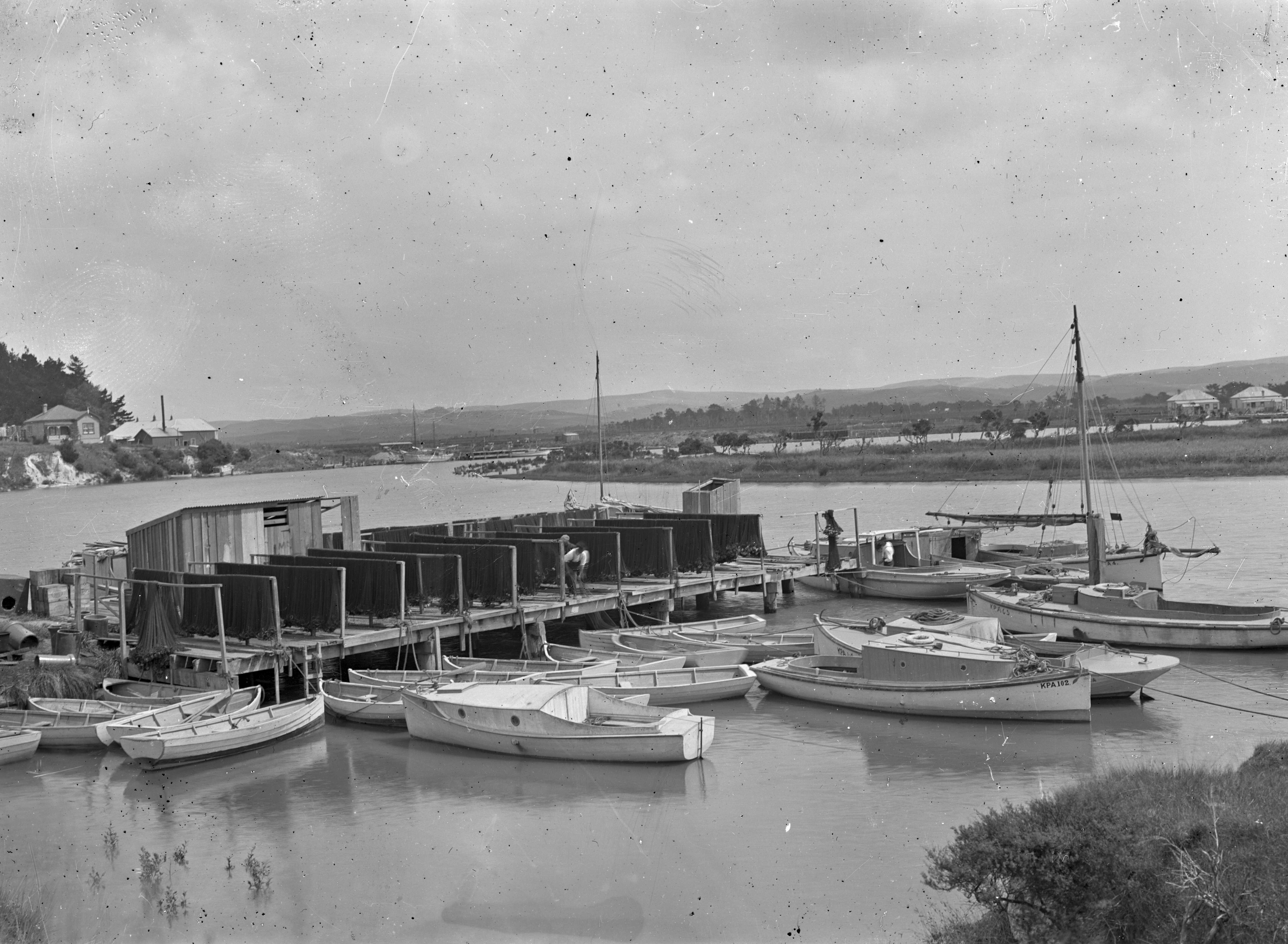
Barcos de pesca con redes secándose en el muelle, primera parte del siglo XX

- c. 1300: El jefe maorí Rongomai llega en su canoa Māhuhu desde Hawaiki, y se ahoga en la entrada del puerto.
- 1807 o 1808: Los ngapuhi luchan contra las iwi Ngāti Whātua, Te-Uri-o-Hau y Te Roroa en la batalla de Moremonui, en la costa oeste de Northland, la primera batalla en la que los maoríes utilizaron mosquetes.

- 1839: Comienzan a llegar colonos europeos para talar y moler árboles kauri.

- 1840: El Aurora, una barca de 550 toneladas, es el primer barco europeo que naufraga en la entrada.
- 1860s: Se establece la industria maderera.
- 1899: La industria maderera alcanza su punto máximo.
- c. 1939: El comercio de la madera termina y la zona se convierte en un remanso.
- 2002: La Corona resuelve las reclamaciones históricas de Te Uri o Hau
- 2005: El cineasta Barry Barclay realiza su documental The Kaipara Affair.
- 2008: Biomarine recibe el consentimiento de recursos para establecer una granja de ostras
- 2008: Crest Energy recibe la autorización de recursos para instalar turbinas mareomotrices

## Más información
- Diggle, E and Diggle, KGL (2007 8th ed) New Zealand Shipwrecks: Over 200 Years of Disasters at Sea. Hachette Livre. ISBN 978-1-86971-093-4
- Haggit T, Mead S and M Bellingham (2008) Review of Environmental Information on the Kaipara Harbour (enlace roto disponible en Internet Archive; véase el historial, la primera versión y la última). ARC Technical Publication TP 354 (9 parts).
- Kaipara Harbour Archivado el 7 de febrero de 2013 en Wayback Machine.
- Paulin CD and Paul LJ (2006) "The Kaipara mullet fishery: nineteenth-century management issues revisited" Archivado el 4 de marzo de 2016 en Wayback Machine. Tuhinga, 17: 1–26.
- Scott, Dick (1988) Seven Lives on Salt River. Hodder & Stoughton/Southern Cross. ISBN 978-0-340-49296-3 (explores seven early families who lived on the shores of the Pahi and Arapāoa rivers).